# 틸다노랑어깨박쥐
틸다노랑어깨박쥐(Sturnira tildae)는 주걱박쥐과(신세계잎코박쥐과)에 속하는 남아메리카 박쥐의 일종이다. 볼리비아와 브라질, 콜롬비아, 에콰도르, 프랑스령 기아나, 기아나, 페루, 수리남, 베네수엘라 그리고 트리니다드 토바고에서 발견된다.

## 특징
보통 크기의 박쥐로 몸통 길이가 66~72mm이고 전완장이 45~50mm이다. 발 길이는 15~17mm, 귀 길이는 19~21mm이고 몸무게는 최대 30g이다. 털은 길고 부드럽다. 등 쪽은 갈색빛이지만 배 쪽은 밝은 갈색과 올리브색을 띤다. 핵형은 2n=30, FNa=56이다.

## 생태
먹이는 열매이다. 일 년에 한 번 한 마리의 새끼를 낳는다. 3월과 7월, 8월에 새끼를 밴 암컷이 포획된다.

## 분포 및 서식지
콜롬비아 남동부와 베네수엘라, 가이아나, 수리남, 프랑스령 기아나, 에콰도르 동부, 페루, 볼리비아 북부와 중부, 브라질, 트리니다드섬에 널리 분포한다. 습윤 일차림에서 서식한다.